# Eileanchelys waldmani
Eileanchelys waldmani – wymarły gatunek żółwia błotnego, żyjący w środkowej jurze około 164 mln lat temu.
OpisSkamieniałości odnaleziono w 2004 roku. Eileanchelys waldmani był stosunkowo niewielki, żółw osiągał rozmiar ok. 60 cm długości i mógł ważyć ok. 2–5 kg. Mieszkał w lagunach, jeziorach i żywił się roślinami wodnymi.
Szczątki te zapełniają lukę pomiędzy prymitywnymi żółwiami lądowymi a gatunkami żyjącymi w wodzie. Po tych odkryciach uważano, że żółwie zasiedliły środowisko wodne dopiero w środkowej jurze. Natomiast późniejsze odkrycie skamieniałości Odontochelys semitestacea całkowicie zmieniło poglądy naukowców w tej sprawie; obecnie uważa się, że żółwie wywodzą się ze środowiska wodnego, w którym to ukształtował się ich pancerz.
Miejsce znalezieniaSzkocja (Wielka Brytania)